# Mary Rook
Mary Rook es una deportista británica que compitió en vela en la modalidad de match race. Ganó dos medallas de oro en el Campeonato Mundial de Match Race Femenino, en los años 2010 y 2019.

## Palmarés internacional
| Campeonato Mundial | Campeonato Mundial            | Campeonato Mundial | Campeonato Mundial |
| Año                | Lugar                         | Medalla            | Clase              |
| ------------------ | ----------------------------- | ------------------ | ------------------ |
| 2010               | Rhode Island (Estados Unidos) | Medalla de oro     | Match race         |
| 2019               | Lysekil (Suecia)              | Medalla de oro     | Match race         |